# 前1350年代
| 千纪： | 前2千纪 |
| 世纪： | 前15世纪 \| 前14世纪 \| 前13世纪                                                                                     |
| 年代： | 前1380年代 \| 前1370年代 \| 前1360年代 \| 前1350年代 \| 前1340年代 \| 前1330年代 \| 前1320年代                       |
| 年份： | 前1359年 \| 前1358年 \| 前1357年 \| 前1356年 \| 前1355年 \| 前1354年 \| 前1353年 \| 前1352年 \| 前1351年 \| 前1350年 |

## 重要事件及趋势
- 前1352年，古埃及第十八王朝阿蒙霍特普三世去世，由阿蒙霍特普四世继任为法老。
- 前1350年，根据《帝王世纪》商朝迁都到殷。
- 前1350年，黄石公园火山爆发。海拔3142米的黄石火山成为有记载以来最大的火山喷发。

## 重要人物
- 阿蒙霍特普三世、阿蒙霍特普四世，古埃及第十八王朝法老
- 图特哈里二世，赫梯国王
- 伊里巴阿达德一世、阿淑尔乌巴里特一世，亚述国王
- 布尔那布里亚什二世，巴比伦第三王朝国王
- 埃瑞克修斯，雅典国王
- 祖丁，商朝国王